# Hudoliivka, Ciîhîrîn
Hudoliivka (în ucraineană Худоліївка) este o comună în raionul Ciîhîrîn, regiunea Cerkasî, Ucraina, formată numai din satul de reședință.

## Demografie
Componența lingvistică a comunei Hudoliivka
     Ucraineană (97,29%)
     Rusă (1,9%)
     Alte limbi (0,14%)
Conform recensământului din 2001, majoritatea populației comunei Hudoliivka era vorbitoare de ucraineană (97,29%), existând în minoritate și vorbitori de rusă (1,9%).